# Vodicsai III. István
Babonić István (horvátul: Stjepan III. Babonić) horvát főúr a 13. század végén. Életében Vodicsai István néven volt ismert; a Babonić nevet később, öccsének családnevet változtató fiai miatt ragasztották rá a történészek.
Apja Vodicsai II. István (fl. 1243–1256),  ispán (comes) és tengermelléki bán (banus maritimus, 1243–1249) volt; két fivére:
- Babonić I. Radoszló és
- Babonić II. Babonjeg.

1273-tól ispán (comes). Négy ízben:
- 1278-ban,
- 1287-ben,
- 1289–1290-ben és
- 1295-ben

szlavón bánként említik. Testvérétől, Radoszlótól eltérően haláláig (ami valamikor 1295 és 1300. február 9. között következett be) megmaradt III. András hűségén.

## Családfa
- Nicolotus Orsini (?)
  - István (Goricha)
    - Baboneg III, innen Vodičevo ág
      - Péter (fl. 1266)
      - Máté (fl. 1266)
      - Krisztián (fl. 1266–1269)
      - Jakab (fl. 1266–1269)

    - István (?)

  - Vodicsai Babonić I. István (fl. 1249–1256) ispán(Magyar nagylexikon )
    - Vodicsai II. István (fl. 1243–1256), ispán, tengermelléki bán (1243–1249)
      - Vodicsai III. István (Vodicsai Babonić István, fl. 1273–1300. február 9.), 1273-tól ispán, négyszer (1278, 1287, 1289–1290 és 1295) szlavón bán.
        - Babonić László (fl. 1293)
        - Babonić V. István (fl. 1293)
          - Babonić Henrik (fl. 1345)
          - Babonić VI. István (fl. 1345)

      - Babonić I. Radoszló (fl. 1273–1293), szlavón bán (1288, 1292, 1294), innen Babonić ág (Magyar nagylexikon )
      - Babonić II. Babonjeg (fl. 1249–1256)
        - Babonić I. Miklós (fl. 1278–1292)
        - Babonić IV. István (fl. 1278–1316. március 1. és december 20. között), tartományúr, szlavón bán (1299; 1310–1316),
          - Babonić György (fl. 1321–1336)
          - Babonić II. János (fl. 1321–1328)
          - Babonić Dénes (fl. 1321–1370)
          - Babonić Pál (fl. 1321–1381)

        - Babonić I. János (fl. 1284–1334), szlavón bán (1317–1322), horvát és dalmát bán (1322)
          - ismeretlen lány, (fl. 1328), Kőszegi II. Péter felesége, innen a Kőszegi család egyik alága, a szekcsői Herceg család

        - ismeretlen fiú (fl. 1322)
        - Babonić Ottó]] (fl. 1284–1300)
        - Babonić II. Radoszló (fl. 1284–1314)
          - Babonić II. Miklós (fl. 1321–1330)
          - Babonić Duim]] (fl. 1321–1369), innen Blagay család

Forrás.